# Guitar Hero III: Legends of Rock
Guitar Hero III: Legends of Rock és el títol principal de la sèrie de videojocs Guitar Hero. El joc ha estat publicat per Activision i RedOctane, amb Neversoft com el desenvolupador per a les versions de les consoles PlayStation 2, Playstation 3, Xbox 360 i Wii i per als ordinadors Aspyr Media. Degut a l'adquisició de RedOctane per Activision, Harmonix ja no estava involucrada en els títols de la saga Guitar Hero, però va iniciar el desenvolupament d'una nova saga anomenada Rock Band que en seria la competència més directa.
El joc continua el mateix esquema de joc que els altres títols de la sèrie. El jugador utilitza un controlador especial en forma de guitarra de manera que pot simular que està tocant la guitarra mentre toca les notes que apareixen a la pantalla. En aquesta edició es pot adquirir un nou model de guitarra, Gibson Les Paul sense fils (PS3, Xbox 360, Wii) i la Gibson Explorer per la versió de PC. Les novetats en el mode de joc són la carrera cooperativa i els duels contra els mestres o altres jugadors. També és el primer títol de la saga que permet jugar online i es permet la descàrrega de cançons addicionals. El joc inclou un total de 70 cançons on la majoria són originals. Alguns guitarristes reals apareixen en el joc com a personatges, per exemple Slash (Guns N' Roses/Velvet Revolver), Tom Morello (Rage Against the Machine/Audioslave) i Bret Michaels (Poison).
El joc va tenir molt bona rebuda i molt bones crítiques respecte a les versions anteriors. L'any 2007 es va convertir en el videojoc més venut, tant en unitats com en ingressos.

## Desenvolupament
El maig de 2006, RedOctane, el publicador dels videojocs Guitar Hero, Guitar Hero II i Guitar Hero Encore: Rocks the 80s va ser adquirit per Activision,
mentre que MTV va comprar Harmonix el setembre del mateix any, empresa desenvolupadora dels videojocs.
El resultat d'aquestes adquisicions va provocar que Activision fos la nova responsable del desenvolupament de la nou títol de la saga, que va delegar a la seva filial Neversoft.
El president de Neversoft, Joel Jewett, va apuntar que la seva empresa va ser preguntada per encarregar-se del desenvolupament del joc després d'una graciosa conversa a la E3 Convention del 2006 amb els fundadors de RedOctane, Kai i Charles Huang, on comentava com el Guitar Hero havia ajudat a reduir l'estrès de l'equip de programadors durant el desenvolupament del Tony Hawk's Project 8.
El videojoc va ser anunciat per Activision i RedOctane el 23 de maig de 2007 per les consoles PlayStation 2, PlayStation 3, Xbox 360 i Wii, amb previsió de llançament per la tardor del mateix any. A més, es va revelar que totes les versions del joc tindrien els controladors sense fils així com material descarregable i opció de multijugador online.
Aquest cop, els controladors reproduirien les guitarres Kramer Striker per PlayStation 2 i Gibson Les Paul per la resta, amb l'opció de poder canviar la caràtula per personalitzar la guitarra. Per desmarcar-se de les anteriors entregues, Activision va canviar el nom inicial de "Guitar Hero III" per Guitar Hero III: Legends of Rock.
L'11 de setembre de 2007, Aspyr Media i Activision van anunciar el desenvolupament del videojoc per PC i per Macintosh. El llançament es va produir pocs dies després del llançament per les consoles amb la inclusió d'un controlador en forma de Gibson X-Plorer amb connexió USB.

### Versió Wii
La versió per a la consola Wii conté diverses característiques exclusives, la majoria de les quals són respecte al controlador Wii Remote que va inserit dins la guitarra. El joc fa ús de l'altaveu intern del controlador, per exemple, quan s'erra en la nota a tocar, s'emet un so que imita quan es trenca una corda de la guitarra, o també, s'emet un baluern quan s'activa la potència estel·lar.

### Personatges
El videojoc conté una llista de tretze personatges, entre els quals es troben els mateixos de les versions anteriors ja disponibles des de l'inici: Johnny Napalm, Judy Nails, Axel Steel, Izzy Sparks, Casey Lynch, Lars Ümlaüt i Xavier Stone. Als personatges inicials s'ha afegit la Midori. Després hi ha altres personatges que cal adquirir a la botiga virtual del videojoc. Aquests personatges són Metalhead i Elroy Budvis per Wii i PlayStation 2, i The God of Rock i The Grim Ripper per Xbox 360, PlayStation 3 i PC. Per acabar, el joc inclou tres personatges "caps" prèviament cal desbloquejar en superar les respectives batalles en el mode carrera. Aquests personatges són Tom Morello, Slash i Lou the Devil. En les versions per PlayStation 3, Xbox 360 i PC també apareix el personatge de Bret Michaels en cançons específiques però no es pot seleccionar.

## Jugabilitat

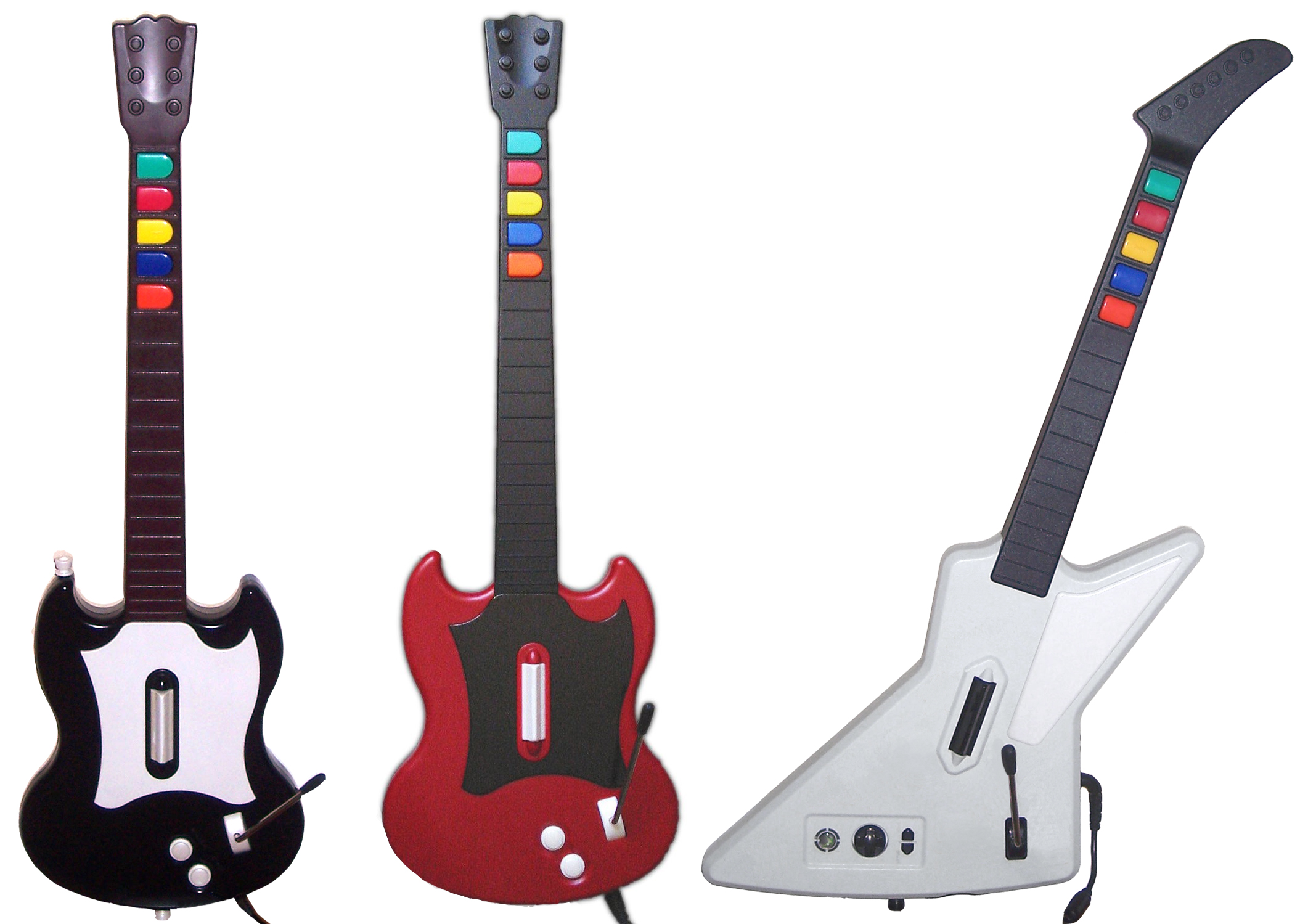
Els controladors en forma de guitarra: les dues primeres són Gibson SG per Guitar Hero i Guitar Hero II (PlayStation 2) i l'altra és una Gibson X-Plorer per Guitar Hero II (Xbox 360) i Guitar Hero III (PC)

El sistema de joc del Guitar Hero III: Legends of Rock és el mateix que les versions anteriors, és a dir, consisteix a fer coincidir les notes que van apareixent a la pantalla amb els botons de trast i la barra de "rascar" de la guitarra que utilitza el jugador com a controlador. El joc implementa les tècniques de hammer-ons, pull-offs i acords. Com les versions anteriors, el joc conté quatre nivells de dificultat que es diferencien en la quantitat de botons de trast a utilitzar i en la quantitat de notes que s'han de tocar. Els nivells del joc es poden utilitzar independentment del mode de joc i són els següents: fàcil (només tres botons de trast), mig (només quatre botons), difícil (tots cinc botons) i expert (tots cinc botons però amb més notes).

### Mode carrera
Es tracta del principal mode de joc i és individual. El jugador ha de superar vuit etapes amb un total de 42 cançons que es van desbloquejant a mesura que se superen. Cada etapa està representada per un escenari amb nombre de cançons que ha de tocar de forma correcta, un cop superat, es desbloqueja una cançó extra i el següent escenari. La principal novetat en aquesta versió és l'addició de tres batalles amb els "caps": Tom Morello, Slash i Lou the Devil. Les duels amb aquests personatges es presenten en superar determinats escenaris, i cal superar per continuar endavant. Un cop superada la batalla, el personatge queda desbloquejat per poder ser comprat a la botiga virtual del joc. Aquesta botiga disposa de nous personatges, cançons extres, guitarres i acabats, roba i estils pels personatges i videos. Els diners s'aconsegueixen a partir del nivell de cada actuació.
El Guitar Hero III: Legends of Rock és el primer de la saga que afegeix un argument pel mode carrera, que es mostra amb escenes de dibuixos animats entre els diferents escenaris. La banda comença com una sensació del veïnat que troba un productor anomenat Lou en un dels seus concerts. Després aconseguixen rodar un videoclip, realitzen una gira per Anglaterra i Japó, participen en el festival Desert Rock Tour fins que el seu representant els confessa que és el diable i que per contracte és l'amo de les seves ànimes, de manera que baixen a l'infern per enfrontar-s'hi i trencar el contracte. Després de superar el duel amb en Lou, se'ls retornen les ànimes i aconsegueixen el títol de llegenda del rock.

### Mode cooperatiu
Aquest mode està basat en el mode carrera individual però per dos jugadors. D'aquesta forma, un dels jugadors s'encarrega de la guitarra principal i l'altre del baix o de la guitarra rítmica segons la cançó. En aquest mode només hi ha sis etapes i els dos jugadors toquen la mateixa cançó però amb les notes respectives per cada guitarra. A diferència de l'individual, aquí no hi ha batalles amb els "caps".
El guió cooperatiu comença amb el vocalista i el bateria buscant un guitarrista i un baixista per formar una banda. Després del primer concert, realitzen un videoclip per guanyar popularitat, però a causa de les diferències entre els membres originals, s'agafen un temps de descans. Més endavant tornen a actuar però en el concert de retorn són empresonats per provocar un incendi al veïnat. En Lou els paga la fiança i els envia a l'infern, i la banda ha de trobar la forma d'escapar fent un concert en directe.

### Mode batalla
Es tracta de la novetat més important del Guitar Hero III: Legends of Rock. Es presenta com una evolució del mode Duel Pro (Pro Face-off) introduït en el Guitar Hero II i consisteix en un duel entre dos jugadors (local o en xarxa) on s'ha d'eliminar l'oponent provocant que falli el màxim nombre de notes. En aquest mode, la potència estel·lar (Star Power) s'ha substituït per la potència de lluita (Battle Power), de manera que en tocar correctament una seqüència d'aquestes notes, s'aconsegueix un atac. Cada jugador pot emmagatzemar fins a tres atacs que ha de llançar a l'oponent de la mateixa manera que s'activa la potència estel·lar. Quan es llança un atac, a l'oponent li augmenta la dificultat. Si cap dels dos jugadors és eliminat abans d'acabar la cançó, seguidament s'enfronten a un segment de mort sobtada (Sudden Death), on ambdós jugadors poden atacar de forma indiscriminada fins que un quedi eliminat.
Aquest mode també apareix en el mode carrera quan el jugador s'enfronta a algun dels "caps". El jugador ha d'intentar eliminar l'oponent abans d'arribar al segment de la mort sobtada, ja que en cas contrari, els "caps" sempre guanyen en aquesta fase.

## Banda sonora
El Guitar Hero III: Legends of Rock conté un repertori de 73 cançons, de les quals 42 pertanyen a la llista principal, 6 són exclusives del mode cooperatiu, i les 25 restants són de bonificació. Del total de cançons, 54 són gravacions originals i algunes s'han reeditat especialment pel videojoc. Cal afegir que el mode carrera inclou tres batalles de guitarra contra Tom Morello, Slash i Lou the Devil. Tant en Tom Morello com l'Slash van escriure i gravar les respectives cançons per la batalla musical pel joc, i Steve Ouimette es va encarregar de la gravació del duel final contra Lou fent una versió metal de "The Devil went down to Georgia".
Els jugadors de Xbox 360 poden adquirir un CD de la banda sonora del joc mitjançant la botiga virtual Xbox Live Marketplace. El videojoc està preparat per adquirir noves cançons descarregables d'internet excepte per la consola Wii a causa de les limitacions de memòria interna i que intentaran solucionar en la nova seqüela Guitar Hero World Tour. Des del llançament del joc, diverses cançons s'han posat a disposició dels usuaris, ja siguin de compra o gratuïtes, tant en la Xbox Live Marketplace com en la PlayStation Store.

## Recepció
Activision va titllar el joc de ser el producte més gran llançat fins al moment, amb unes vendes que superaren els cent milions de dòlars durant la primera setmana només als Estats Units. Més endavant, la mateixa distribuïdora va informar que era incapaç d'abastir tota la demanda que es va durant les vacances d'hivern.
Tot i que es va publicar a final d'any, es va convertir en el videojoc més venut durant l'any 2007, tant en beneficis com en unitats venudes. El 15 de juliol de 2008 es va informar que s'havien venut 8 milions de còpies.
Les vendes totals del videojoc després del primer any han superat els 750 milions de dòlars.
El videojoc ha rebut molt bones crítiques i grans puntuacions dels mitjans especialitzats, no obstant que generalment han estat inferiors als seus predecessors.
Els principals punts destacats són els gràfics, la diversió, l'addicció que crea i la gran banda sonora. Per altra banda, la recreació de la guitarra Gibson Les Paul sense fils també ha rebut molt elogis perquè és molt més real que les anteriors, en especial la versió per a Wii.
Tot i l'èxit, el videojoc també ha estat objecte de crítiques. Alguns mitjans van ressaltar que tot i ser el primer contacte de Neversoft amb la franquícia, aquesta seqüela no aportava cap novetat destacable i la fórmula bàsica del joc segueix intacta. També es va criticar el poc nombre de "rockers" i que aquests són poc personalitzables.
L'entitat que gestiona el Llibre Guinness de Rècords va crear una categoria per recol·lectar les millors puntuacions per una cançó ("Highest Score for a Single Song on Guitar Hero III: Legends of Rock") que s'inclou en l'edició dedicada als videojocs. Les millors puntuacions recollides amb "Through the Fire and Flames", que és la cançó amb la qual es poden aconseguir més punts. El primer record el va aconseguir Chris Chike quan va guanyar el torneig "2008 Play N Trade National Guitar Hero III Tournament". Posteriorment, Daniel Johnson va batre el record el 23 de maig de 2008. Posteriorment, Chike va tornar a superar el record en tocar gairebé perfecta la cançó aconseguint 987.786 punts, però aquest record no es va poder certificar, ja que només hi havia un video penjat a YouTube el 3 de juny, però finalment, Chike va recuperar el record oficial l'11 de setembre de 2008.